# Джиттербаґ

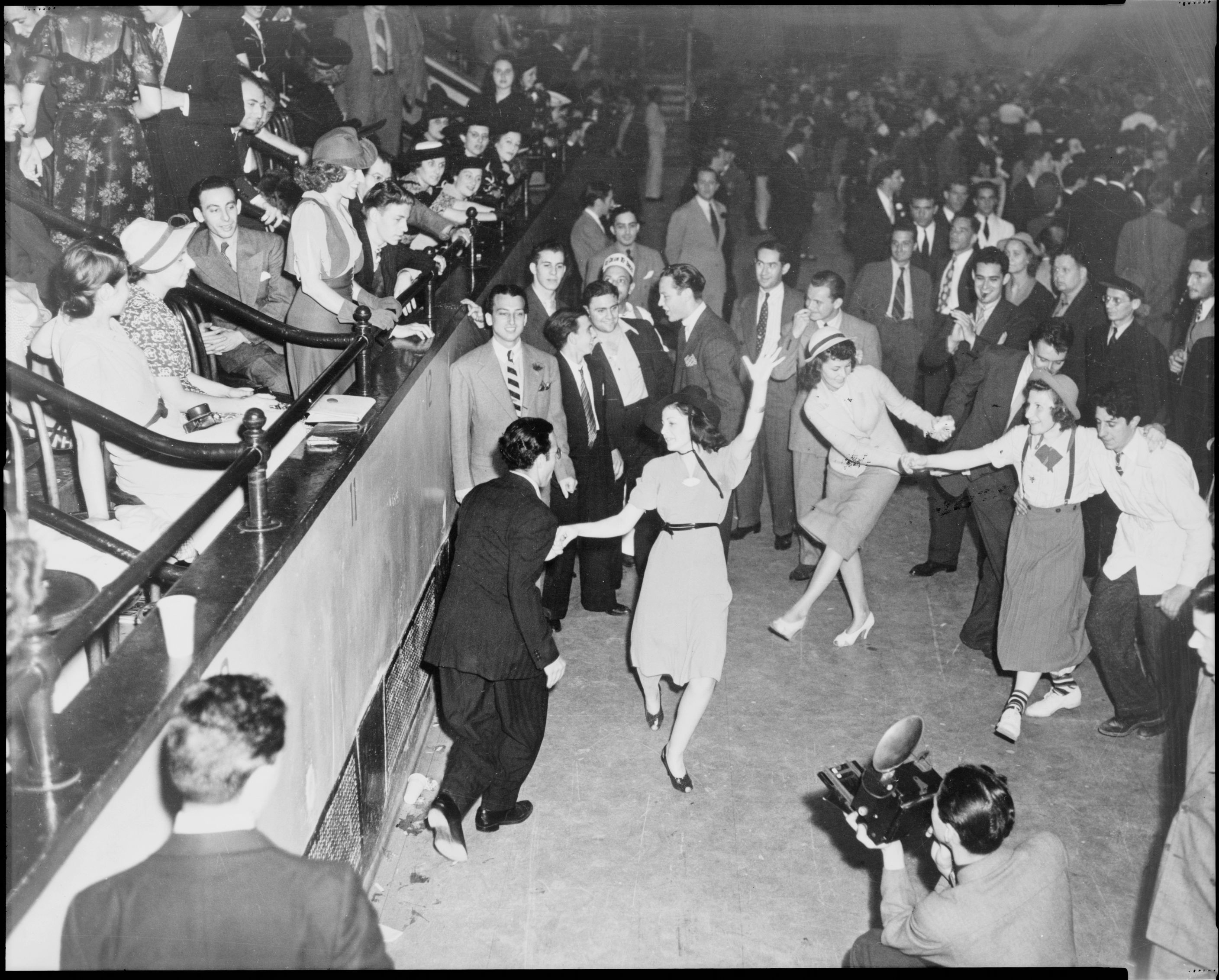
Ті, що танцюють джіттербаґ (1938)

Джиттербаґ (англ. jitter — трястися, bug — неврастенік, панікер) — популярний у 1930-50-і роки танець, який характеризується швидкими, різкими рухами, схожий на бугі-вугі і рок-н-рол. Належить до групи свінгових танців, разом з лінді-хопом і джайвом.

## Назва
За однією з версій, назва танцю походить від жаргонного терміну, який означає алкогольний делірій. Вона знаходить непряме підтвердження в пісні Кеба Келловея Call of the Jitter Bug, де прослідковується зв'язок між танцем і вживанням алкоголю:
If you'd like to be a jitter bug ,
First thing you must do is get a jug ,
Put whiskey, wine and gin within,
And shake it all up and then begin.
Grab a cup and start to toss,
You are drinking jitter sauce!
Do not you worry, you just mug,
And then you'll be a jitter bug!
На думку музичного теоретика Олега Корольова, назва танцю походить від жаргонної назви неврастеніка, божевільного.

## Історія
Приблизний час появи танцю — початок 1930-х років. Він зародився в негритянському середовищі як подальший розвиток лінді-хопу, з якого відділився за рахунок прояву ексцентричних акробатичних елементів: перекидань, шпагатів, підскакувань і підкидань — і через їх травмонебезпечність у деяких місцях його навіть забороняли.
Танець популяризував Кеб Келловей, який побачив його в 1934 році і записав пісню Call of the Jitter Bug, а також випустив фільм Cab Calloway's Jitterbug Party. Слідом за ним про нове яскраве явище почала писати преса, і до 1936 року танець поширився по всіх Сполучених Штатах. У роки Другої світової війни він знайшов прихильників і в Європі, залишаючись популярним до 1950-х, коли йому на зміну прийшли більш сучасні танці схожого стилю.

## Техніка
Джиттербаґ — парний танець на розмір 4/4. Як елементи танцю використовуються тряска тіла і кінцівок, підстрибування і обертання, а також акробатичні елементи, наприклад, перекидання партнерки або партнера. Також для нього характерні імпровізація та запозичення елементів інших танців. Деякі критики відзначають різну техніку у білих і чорношкірих виконавців, називаючи оригінальну негритянську манеру одним із кращих прикладів жанру, а танець у виконанні білих — незграбним.